# Primeira etapa de São Paulo da Stock Car Brasil de 2010
A Etapa de São Paulo 1 de 2010 foi a primeira corrida da temporada de 2010 da Stock Car Brasil. O vencedor da etapa foi o paulista Max Wilson.

## Classificação
| Pos | Nº | Piloto          | Equipe                   | Voltas | Tempo/Aband. | Grid | Pontos |
| --- | -- | --------------- | ------------------------ | ------ | ------------ | ---- | ------ |
| 1   | 90 | Max Wilson      | Eurofarma-RC             | 27     | 48min01s347  |      | 25     |
| 2   | 51 | Átila Abreu     | AMG Motorsport           | 27     | 48min08s448  |      | 20     |
| 3   | 11 | Nonô Figueiredo | Cosan Mobil Super Racing | 27     | 48min13s761  |      | 16     |